# Gonia olivieri
Gonia olivieri är en tvåvingeart som först beskrevs av Robineau-desvoidy 1830.  Gonia olivieri ingår i släktet Gonia och familjen parasitflugor.
Artens utbredningsområde är Egypten. Inga underarter finns listade i Catalogue of Life.